# Середньовічні написи Мангупа
Середньовічні написи Мангупа — корпус епіграфічних джерел з історії християнського Мангупа, систематизований останніми роками Андрієм Виноградовим, який зараз включає 27 грецьких і 2 готські пам'ятки, виявлених на території городища, або в його окрузі: мангупські написи — треті за кількістю в Північному Причорномор'ї, поступаючись лише Херсонесу та Керчі. За тематикою зустрічаються написи будівельні, посвятні, зі зверненнями (закликами), літургійні, пам'ятні, підписи до ікон. Багато написів, знайдених і описаних до 1917 року, нині або втрачені повністю, або дійшли у пошкодженому стані (фрагментами). Про написи на воротах Мангупа, згаданих Мартіном Бронєвським і на одній з веж у балці Гамам-Дере, яку бачили лише І. Андрієвський та Микола Мурзакевич, відомо лише, що вони існували. Грецькі написи виконувались на візантійській грецькій мові двома видами шрифту: унціалом та мінускулом.

## Історія вивчення
Першим звернув увагу на мангупські написи Павло Сумароков — це був відомий будівельний напис Олексія 1427 року. 1896 року вийшов перший звід візантійських і післявізантійських грецьких написів Василя Латишева. 1933 року виходить оглядова робота Неофіта Малицького «Примітки до епіграфіки Мангупа».
Надалі вчені зверталися до середньовічних написів, в основному, якщо того вимагав зміст наукової роботи. У більшості випадків інтерпретація текстів містила помилки, викликані або невірним прочитанням букв і слів (дослідження, в основному, велися по фотографіях з відповідним того часу якістю, або, із застарілою історичною базою, що суперечить сучасним поглядам).

З 2015 року, за часів Російської окупації Криму, Андрій Виноградов видає в електронному вигляді повний корпус стародавніх написів Північного Причорномор'я, починаючи з V тому «Візантійські написи». У нього включені і мангупські епіграфічні пам'ятники. Серед них 19 написів відносяться до Мангупу, з V століття по 1475 рік, але лише п'ять з них мають точне датування (іноді спірне), датування ще п'яти допускає різночитання. Написи виконані на кам'яних плитах (в основному з місцевого вапняку, дуже рідко — з привізного мармуру), надгробках і архітектрурних деталях будівель, в основному, храмів.

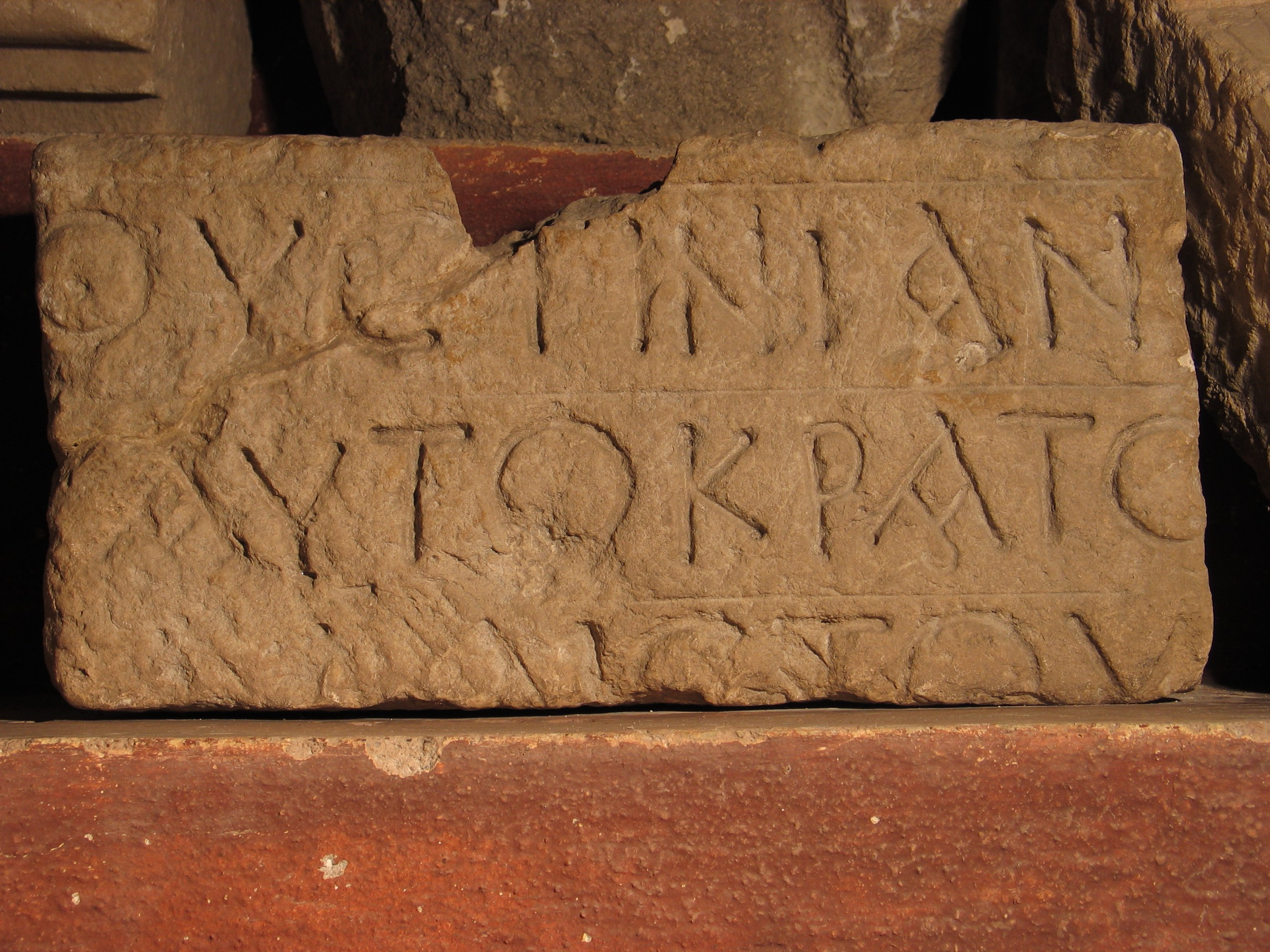
Напис Юстиніан I, VI століття
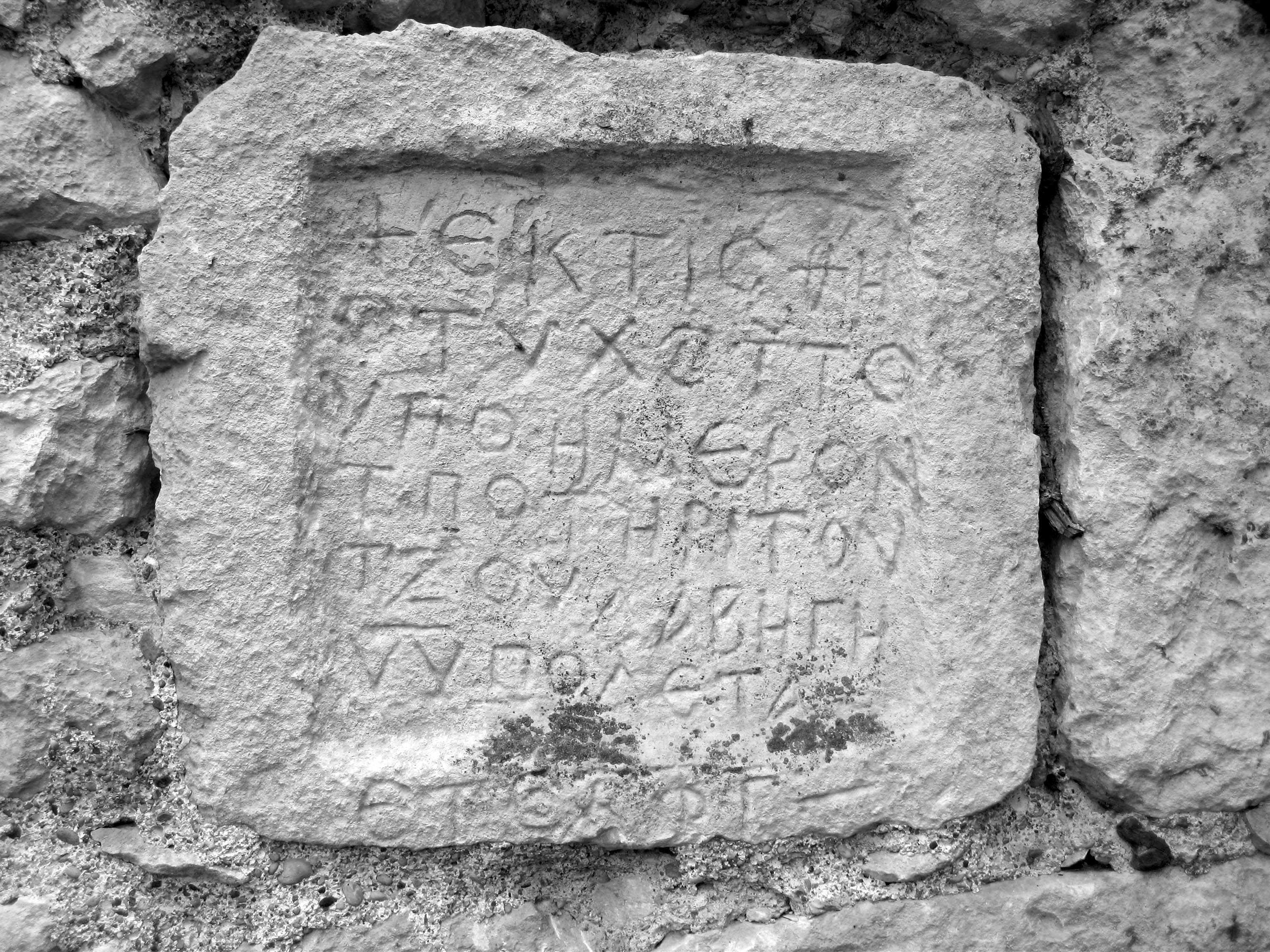
Будівельний напис Цулі-бігу, 994-995 рік
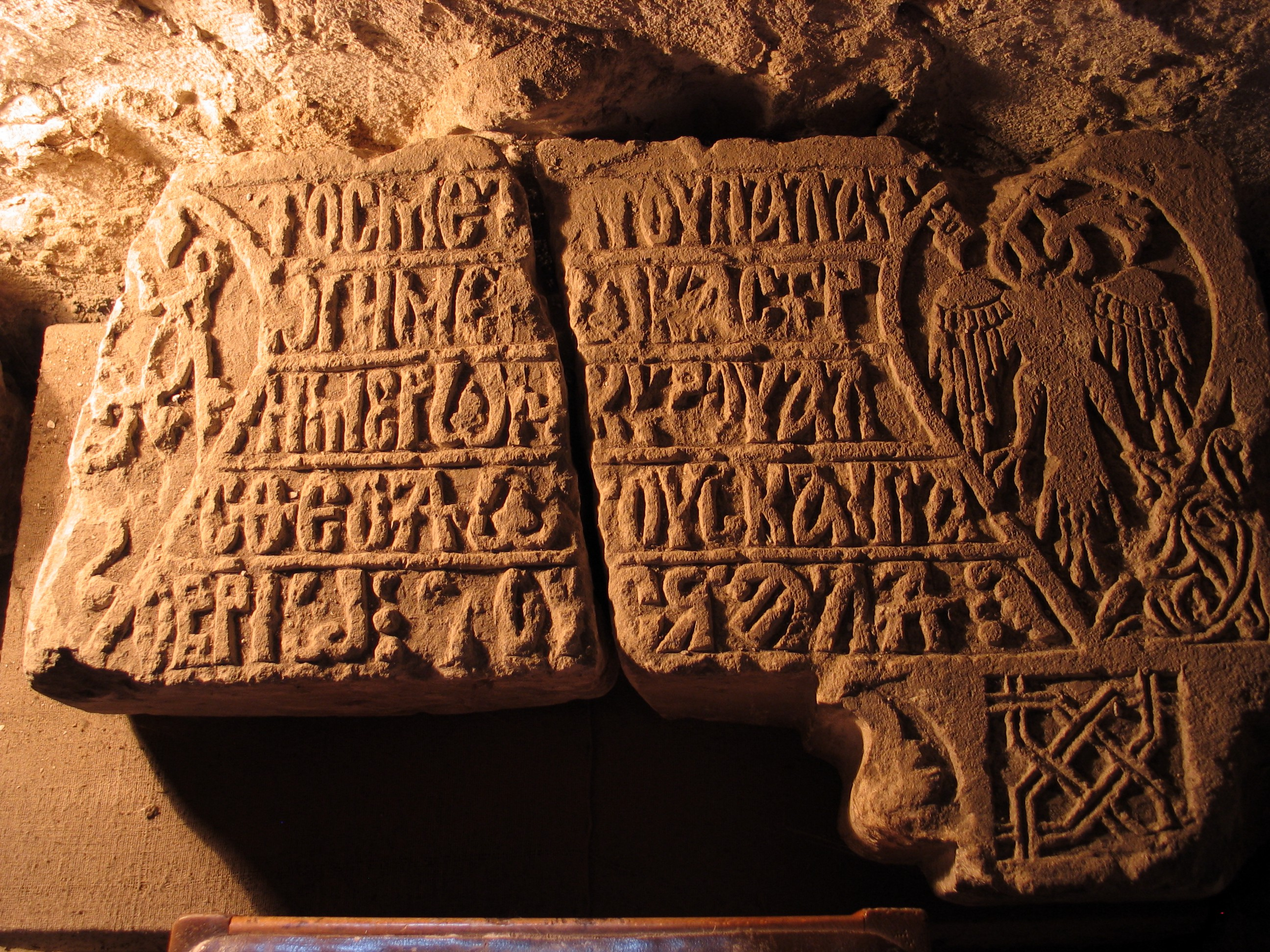
Будівельний напис князя Олексія 1425
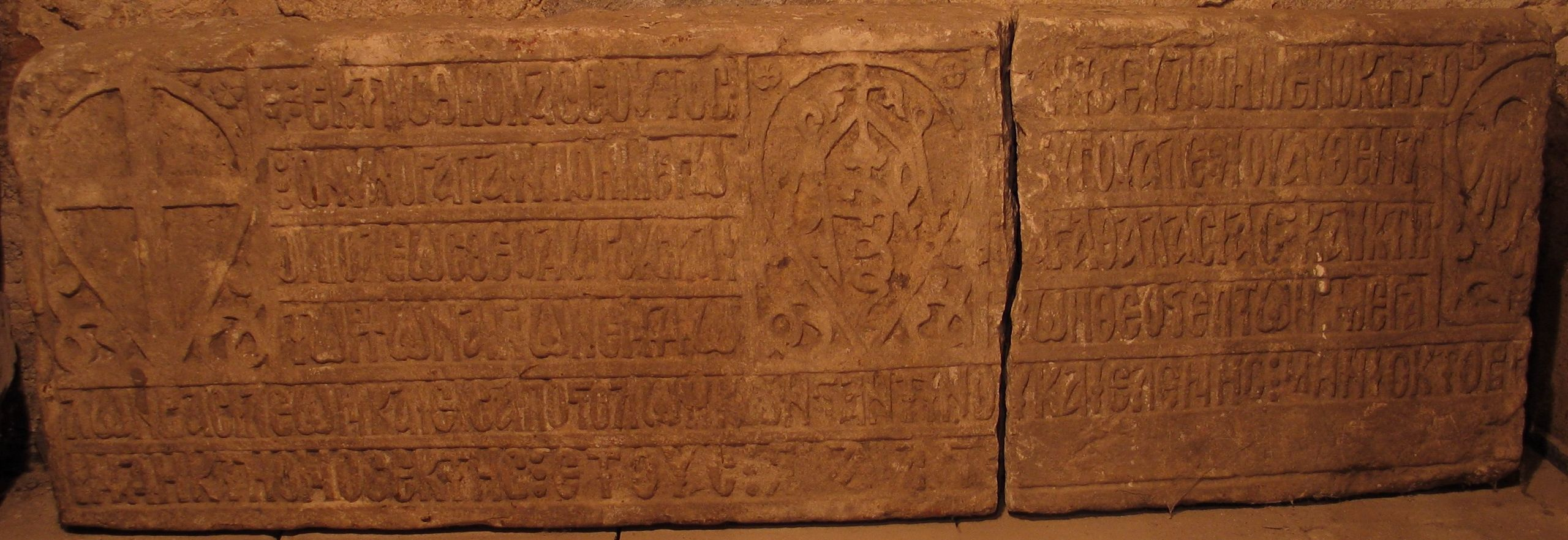
Напис князя Олексія про будівництво палацу 1427 року
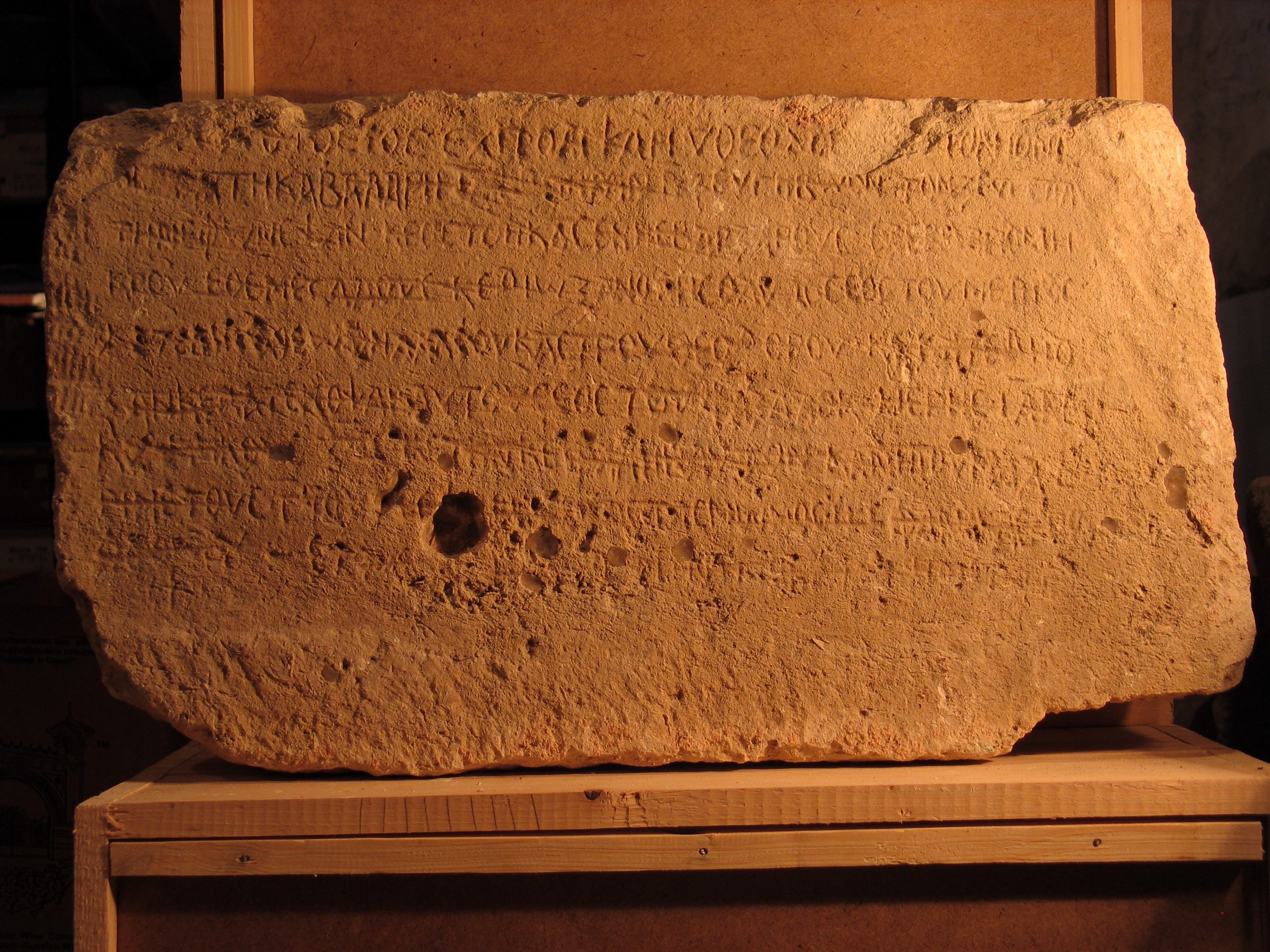
Напис феодоритів 1282-1283 з однією з веж Мангупа

## Датовані написи

### Будівельний напис Юстиніана I
Будівельний напис часу Юстиніана I, з датою, що дискутується: 532—533 рік, 547—548 рік або 562—563 рік. Знайдено під час розкопок Великої базиліки Р. Лепером 1913 року, як повторно використана при реконструкції храму. За характером написи — коротка формула і дуже великі літери, вона призначалася для розгляду з великої відстані і, мабуть, була вставлена в стіну. Передбачається, що напис розповідає про будівництво фортеці на Мангупі, відомому з трактату Прокопія Кесарійського «Про споруди».
ср.-грец. ουστινιαν[οῦ] [το]ῦ̣ α̣ὐτοκράτο[ρος], [---] ἰ̣ν̣δ̣(ικτιῶνος) α̣ι̣, ἔ̣τ̣ο̣υ̣ — «…за (?)] Юстиніана самодержця …, в 11-й індикт, в … році»

### Напис Цули-ббега
Дуже важливим вважається пам'ятник, відомий як «напис Цули-бега», що дозволяє точно датувати будівництво (відновлення) фортечної стіни в яру Табана-дері 994—995 роками, під час входження Мангупа до складу візантійської Херсонської феми. Напис виконаний на вапняковій плиті висотою 48,0 см і шириною 44,0 см з рельєфною рамкою (на нижній стороні якої вирізано останній рядок), згодом покритою тонким шаром білої штукатурки.
ср.-грец. Ἐκτίσθη ὁ τῦχος τ(οῦ)τος ὑπὸ ἡμερο͂ν τοποτηριτοῦ Τζουλα-βήγη, υ(ἱο)ῦ Πολέτα·ἔτος ͵ςφγ «Побудована ця стіна за днів місцеблюстителя Цули-бега, сина Політа, 6503 року»
Напис був випадково виявлений 9 вересня 1901 археологом-любителем М. Скубетовим у стіні однієї з веж в яру Табана-дері і опублікований Василем Латишевим 1902 року. Зважаючи на те, що Скубетов не знав грецької, він не зовсім правильно перемалював літери, через що Латишевим був також неправильно перекладений та інтерпретований напис. Головна помилка була допущена в 7-му рядку, в якому Скубетов прийняв першу літеру в позначенні року за альфу: виходило, що стіна споруджена 1503 року, що і написав Латишев у своїй роботі. При більш ретельному розгляді в останньому рядку добре видно стигму і в сучасному прочитанні дата вказує на 6503 (з 1 вересня 994 до 31 серпня 995 року).

### Будівельний напис 1179 року
Напис на круглій капітелі у вигляді плетеного кошика з валиком з «Каралезької базиліки» — залишків храму, знайденого при будівництві ставка на початку 1980-х років на західній околиці села Ходжа-Сала (зараз затоплено).

### Напис на стіні печери 1220—1221
Напис на північно-східній стіні північної печери верхнього ярусу Північного монастиря розташований над північною нішою, на висоті 80 см від підлоги. Містить позначення року (ср.-грец. Ἔτ(ους) ͵[ς]ψκθ — «У [6]729 році», що відповідає 1220—1221 році), трактується як пам'ятна, але не виключається дата вирубки печери. Виявлена Олександром Бертьє-Делагардом близько 1896 року, публікувалася Латишевим 1897 року.

### Будівельний напис 1224—1225 року
«Недбало вирізаний» напис знаходиться на південній стіні печерного храму Північного монастиря над аркосолієм з гробницею. Виявлено та обстежено Р. Лепером і М. Скубетовим 1913 року, в даний час сильно закопчений, і погано читається, перекладений, як «6733 року. Будується нині… паном… все…найщим ієромонахом і…» і, можливо, оповідає про створення храму, як похоронного, у роки створення монастиря.

### Будівельний напис 1282—1283 року
«Будівельний напис 1282—1283 року» — варіант назви напису XIV століття, виконаного на вапняковій плиті, що розповідає про військове зіткнення феодоритів з деякими ворогами, що влаштували розбійний напад на околицях Мангупа. Зберігається у колекції Бахчисарайського музею.

### Будівельний напис Хуїтана
Широко відомий «Будівельний напис Хуїтана», на думку більшості істориків, розповідає про будівельні роботи з перенесення стіни та веж у 1300—1301 або 1361—1362 рики, при цьому Андрій Виноградов вважає, що з більшою ймовірністю плита з написом призначалася для зміцнення на Бойці, але постраждала в пожежі не була туди доставлена. Знайдена та опублікована Лепером 1913 року. Перший дослідник пам'ятника Неофіт Малицький запропонував прочитання дати на написі, як «6870», тобто 1361—1362 роки.

### Напис Чичікія
Напис на мармуровій плиті, висотою 71,0 см, шириною 35,0 см і товщиною 13,0 см, обламаною праворуч, зі сколами по всіх краях, виконаний грецькою мовою, датований періодом 1391—1401 року. Частина напису, що збереглася перекладі, виглядає так: «Пос… …снування працями …ці сотні… в ц… Тохтами… в 6900 році», або, після доопрацювання на підставі відомих фактів, як «Побудовано від заснування працями …ці сотника в царювання Тохтамиша 6900 року» . Була знайдена, як повторно використана, у кладці вежі другої лінії оборони в Табана-Дері Федором Брауном 1890 року. Перше вивчення і переклад зроблено Василем Латишевим 1896 року, від того ж прочитав ім'я будівельника, як сотника Чичікія, після чого воно закріпилося в науковому обігу; також Латишев вважав, що все відбувалося за хана Тохти. Неофіт Малицький, у роботі 1933 року, не приймає прочитання будівельника, як Чичікія, висуваючи версію про тюркське закінчення імені. Ім'я хана, критикуючи помилки Латишева, читає, як Тохтамиш, датуючи напис 1380-ми роками. Андрій Виноградов, в наш час, ім'я Чичікія при прочитанні також не виявив, в його тлумаченні від імені залишилося тільки закінчення «ці».

### Будівельний напис 1403 року
Напис на плиті з проконесського мармуру, висотою 23,0 см, шириною 39,0 см і товщиною 13,0 см, розбитий на 3 частини та зламаний з усіх боків, крім правої. Залишки напису читаються як
ср.-грец. ἐν μηνὶ̣ …ριλείῳ α´ ἱμ…, …τ̣ο̣υ̣ς̣ …οῦ …οῦ ια´ … ια
Відновлюється у вигляді «1 [кв]ітня, у [неділю], у шість тисяч дев'ятсот 11-му році, в 11-й індикт». Пам'ятник знайдено Т. Лепером 1913 року при розкопках палацу, опублікований Василем Латишевим, який в порівнянні шрифтів відносив напис до періоду близько 1425 року. У фондах Херсонеського музею на сьогоднішній день збереглася лише центральна частина напису.

### Будівельний напис Олексія 1425 року
Напис на дверях, за консенсусом, що склався, належав палацу князя Олексія і розповідає про його будівництво
ср.-грец. [Ἐκτίσθη ὁ πύργος? οὗ]τος μετὰ τοῦ παλατ-[ίου καὶ σὺν τῷ εὐλ]ογημένῳ κάστρ-[ῳ, ὃ νῦν ὁρᾶται, ὑπὸ] ἡμερῶν κυροῦ Ἀλ[εξίου αὐθέντου πόλεω]ς Θεοδώρους καὶ πα[ραθαλασσίας, μηνὶ Ὀκτ]οβρίῳ, ἔτους ͵ςϠλδ — [Побудовано цю [вежу (?)] разом із пал[ацом і з благос]ловенною фортец[ею, яка нині видима, за] днів пана Ол[ексія, пана пана міст]а Феодоро і по[мор'я, у жов]тні 6934 року.
Знайдено Робертом Лепером при розкопках 1912 року біля вежі-донжона палацу, вхід до якої, мабуть, і прикрашала. Зберігається в колекції музею Бахчисарайського.

### Будівельний напис Олексія 1427 року
Найвідоміший з мангупських епіграфічних пам'яток, що дискутується походження та призначення, в даний час більшістю фахівців належить до Мангупа.

### Надгробок анагноста Стефана
Однорогий двосхилий вапняковий надгробок анагноста (читача) Стефана було виявлено Робертом Лепером 1912 року при розкопках біля Великої базиліки, зовні храму, біля стіни апсиди. Напис розташований на розі та частково на основному масиві пам'ятника. Лепер тоді ж прочитав і переклав текст, його інтерпітація збігається із сучасною. Напис говорить
ср.-грец. Ἐκημήθι ὁ δοῦλο[ς] τοῦ Θ(εο)ῦ Στέφανος ἀναγνόστης, σύμβιον καὶ τέκνον αὐτοῦ ἐν μη(νὶ) Νοεβρίο θ´, ἔτους ͵ςϠξε´ — Спочив раб Божий Стефан, його дружина і діти 9 листопада 6965 року
У григоріанському літочисленні — 9 листопада 1456 року. За різним накресленням літер фахівці зробили висновок, що надгробок було виготовлено заздалегідь, а дата вирізана після смерті читця і вона відноситься лише до Стефана, а не до членів його родини.

## Не датовані написи
Вісім епіграфічних пам'ятників у різний час було знайдено на території Великої базиліки: Середньовічні написи базиліки.
- Посвячення читця, IX—X століття — напис на плиті з щільного мергелю, розмірами 14,0 см заввишки, 13,0 см шириною і товщиною 4,0 см. Плита обламана з усіх боків, лицьова сторона сильно потерта. Обрамлена рельєфною рамкою з вибитим посередині рельєфним хрестом з кінцями, що розширюються, у верзній частині якого нанесений текст, також вгорі зображена рельєфна гілка. Ймовірно, є посвятою, пов'язаною з будівництвом або окрасою храму. Знайдено в 1981 році Віктором Мицем при розкопках Хрестоподібного храму ср.-грец. Ἐγό, ἀναγνόστ(η)ς, δοῦ̣[λ]ο<ς>Χ(ριστο)ῦ — Я, читець, раб Христовий… Зберігається в Ялтинському історико-літературному музеї[28]. Перше прочитання написи було зроблено Еллою Соломонік[29], яка припустилася помилок у перекладі, в результаті зробивши невірний висновок про посвяту храму св. Феодоту[28].
- Демонстративний напис XIV—XV століття — напис на плиті з вапняку, розмірами 73,0 см заввишки, 25,0 см шириною і товщиною 27,0 см. На лицьовій стороні, з сильно стертою поверхнею, 2 плоскі стрілчасті ніші глибиною 2-3 см з рельєфним зображенням процвілого хреста у кожній. З художнього оформлення датується XIV—XV століттям. Реконструйований верхній рядок напису з перекладом має такий вигляд:

ср.-грец. Φ(ῶς) [Χ(ριστοῦ)] φ(αίνει) π(ᾶσιν?) — Світло Христове сяє всім
Другий рядок перекладу не піддається. Пам'ятник було виявлено та обстежено під керівництвом Євгенія Веймарна 1968 року, описаний в роботі Є. Веймарна та інших «Археологічні дослідження столиці князівства Феодоро», в якій зазначено на нечитаність напису та висловлюється припущення про належність плити як архітектурну деталь невстановленому храму. Сучасне місцезнаходження плити невідоме.
- Прохання невідомого — напис на плиті з мармуру, знайденої в 1890 році при розкопках октогонального храму Ф. А. Брауном[32], про що було повідомлено на засіданні Таврійської вченої архівної комісії у 1891 році: «…уламок мармурової плити з грецькою написом, яку по неповноті важко відновити»[33]. Знахідку доставили в музей комісії[34]. Коротка згадка про уламки мармуру з буквами і зображеннями Хреста залишив К. К. Косцюшко-Пневжинич[35]. Сучасне місце розташування пам'ятника невідоме, фотографій напису немає, за рукописними звітами відновлено текст з невідомим датуваннямср.-грец. ἐλέησ… τὸν δοῦλον σοῦ …ρο — помил… раба Твоего[32]
- Прохання Костянтина, ІХ-XI століття — 4 написи на стелі з вапняку, виконаної у вигляді кола, розмірами 29,0 см заввишки, 30.5 см шириною і товщиною 9,3 см. Стела обрамлена по периметру рамкою висотою 0,5 см, всередині рамки — рельєфний хрест з розширюються кінцями і кругом в центрі. Написи розміщені на кінцях рукавів Хреста (причому одна зроблена повех інший), на верхній частині рамки і в правому верхньому куті — по 1 рядку і в лівому верхньому кутку, з розташуванням рядків від низу до верху. 1-й напис містить типову формулу «світло, життя» ср.-грец. Φῶς Ζωή), поверх якої нанесена наступна канонічна «Ісус перемагає» ср.-грец. Ἰ…ς νικᾷ). На верхній частині-початок заамвонної молитви «Спаси … люди твоя і…» (ср.-грец. …λαών σου, καὶ τόν) і напис в лівому верхньому кутку, що дала назву пам'ятникуср.-грец. Κ(ύρι)ε, βοήθη τὸν δοῦλόν σου Κ…σταντῆνον ἁμαρτολόν — Господи, допоможи рабу Твоєму Костянтину грішникуАртефакт був знайдений при розкопках «Каралезської базиліки» 1984 року і, мабуть, призначався для закладки в стіну[36]. Виявив стелу археолог В. Сидоренко, не прочитавши всього тексту, датував напис, як і всю базиліку, 2-ю половиною VI століття[37]. На підставі палеографічного аналізу Виноградів датує написи ІХ-XI століттям. Зберігається в Центральному музеї Тавриди[36].
- Надгробок Карамані XV століття — надгробний напис на плиті з вапняку, розмірами 17,0 см заввишки, 15,0 см шириною і товщиною 8,0 см, обламаної з усіх боків. Знайдена при розкопках р. Х. Лепера в 1912 році в ямі біля палацу князя Олексія[38], видана в. в. Латишевим 1918 року у вигляді ср.-грец. Ἐνθάδε κατάκειται] ὁ δοῦλος…α̣ρ̣αμάνι (… і раб [Божий] Карамані…)[15]. Палеографічно датується XV століттям, зберігається в Херсонеському музеї[38].
- Надгробок текли, ІХ-XI століття — надгробний напис, знайдений археологом В. А. Сидоренко при розкопках «Каралезької базиліки» в 1984 році і ним же опублікований (ср.-грец. Ἐτελει(ώ)της (sic!) ἐν Κ(υ)ρ(ίῳ) δοῦλος τοῦ [Θ(εο)ῦ …)[37]. Перекладено, як «Померла раба Божа Текла, дружина раба Божого…,.- го…, в …», палеографічно датується ІХ-XI століттям. Зберігається в Центральному музеї Тавриди. Це єдина в середньовічному Криму згадка імені «Текла»[39].